# 日本機械輸出組合
日本機械輸出組合（にほんきかいゆしゅつくみあい 英語表記:Japan Machinery Center for Trade and Investment）は、東京都港区芝公園にある機械関連の輸出入貿易組合である。1952年に輸出入取引法に基づいて設立され、主務官庁は経済産業省である。

## 所在地
- 東京本部：東京都港区芝公園3丁目5番8号　機械振興会館4階
- 大阪支部：大阪市中央区南本町3丁目6番14号　イトウビル
- ブラッセル事務所（ベルギー・ブリュッセル）
- 香港事務所（2011年3月31日をもって閉鎖）

## 組織

### 総務企画グループ
- 機械産業国際競争力委員会
- エマージング市場委員会

### 通商・投資グループ
- 国際通商投資委員会
- 国際統一原産地規則委員会
- 知的財産権問題専門委員会
- 貿易・投資円滑化ビジネス協議会

### 環境・安全グループ
- 貿易関連環境問題対策委員会
  - 貿易と環境専門委員会
  - 環境法規専門委員会
  - 環境問題関西委員会
- 基準認証委員会

### 部会・貿易業務グループ
- 国際電子商取引円滑化委員会
- 安全保障貿易管理専門委員会
  - 輸出管理懇談会（東京/大阪）
  - 欧米輸出管理法懇談会（東京）
  - 税関・輸出管理担当者意見交換会（東京/大阪）
  - 海外子会社輸出管理懇談会（大阪）
  - 輸出管理コスト懇談会（大阪）

### プラント業務グループ
- プラント輸出総合対策委員会
- 海外再生可能・新エネルギー・環境ビジネス検討委員会

### 貿易保険グループ
- 貿易保険委員会
  - 貿易保険専門委員会
  - 貿易保険委員会関西委員会

### 大阪支部
- アジア市場・機械産業対策懇談会
- 海外PL問題対策委員会

## 関連団体
貿易・投資円滑化ビジネス協議会
| - 板硝子協会 - 日本肥料アンモニア協会 - 日本自動販売機工業会 - 日本ハンドバッグ協会 - エンジニアリング振興協会 - 日本医薬療品輸出組合 - ビジネス機械・情報システム産業協会 - 日本プラスチック日用品工業組合 - 家電製品協会 - 日本印刷産業機械工業会 - 日本カメラ財団 - 日本プラントメンテナンス協会 - 硝子繊維協会 - 日本オプトメカトロニクス協会 - カメラ映像機器工業会 - 日本フルードパワー工業会 - キッチン・バス工業会 - 日本化学工業協会 - 日本ジュエリー協会 - 日本分析機器工業会 - 企友会 - 日本化学工業品輸出組合 | - 日本商工会議所 - 日本粉体工業技術協会 - 軽金属製品協会 - 日本化学工業品輸入協会 - 日本食品機械工業会 - 日本ベアリング工業会 - 建設荷役車両安全技術協会 - 日本化学繊維協会 - 日本真空工業会 - 日本貿易会 - ファナックFAロボット財団 - 日本ガス石油機器工業会 - 日本真珠輸出組合 - 日本貿易振興機構 - 国際家具産業振興会 - 日本画像情報マネジメント協会 - 日本スポーツ用品工業協会 - 日本縫製機械工業会 - 製造科学技術センター - 日本かつら工業組合 - 日本製紙連合会 - 日本紡績協会 - 石油化学工業協会 | - 日本かばん協会 - 日本製薬工業協会 - 日本包装機械工業会 - セメント協会 - 日本紙類輸出組合 - 日本繊維機械協会 - 日本琺瑯工業会 - 全国楽器協会 - 日本紙類輸入組合 - 日本繊維輸出組合 - 日本ホビー協会 - 全国商工会連合会 - 日本硝子製品工業会 - 日本繊維輸入組合 - 日本綿スフ織物工業組合連合会 - 全国中小貿易業連盟 - 日本玩具協会 - 日本望遠鏡工業会 - 日本メンテナンス工業会 - 全国鐵構工業協会 - 日本機械設計工業会 | - 日本ソーダ工業会 - 日本洋傘振興協議会 - 全国皮革服装協同組合 - 日本機械鋸・刃物工業会 - 日本タオル工業組合連合会 - 日本羊毛紡績会 - 全国魔法瓶工業組合 - 日本タンナーズ協会 - 日本冷凍空調工業会 - 全国木工機械工業会 - 日本絹人繊織物工業組合連合会 - 日本暖房機器工業会 - 日本冷凍空調設備工業連合会 - 先端加工機械技術振興協会 - 日本計量機器工業連合会 - 日本釣用品工業会 - 日本レコード協会 | - 全日本履物団体協議会 - 日本毛織物等工業組合連合会 - 日本鉄鋼連盟 - 日本ロボット工業会 - 全日本プラスチック製品工業連合会 - 日本化粧品工業連合会 - 日本手袋工業会 - バイオインダストリー協会 - 全日本文具協会 - 日本建材・住宅設備産業協会 - 日本電機工業会 - バンクーバー貿易懇談会 - 素形材センター - 日本建設機械工業会 - 電子情報技術産業協会 - 万古陶磁器工業共同組合 - 耐火物協会 - 日本光学硝子工業会 - 日本電線工業会 - ヒートポンプ・蓄熱センター - ダイヤモンド工業協会 - 日本鉱業協会 - 日本陶業連盟 - 福井県眼鏡工業組合 - 炭素協会 | - 日本工具工業会 - 特殊鋼倶楽部 - 北陸環日本海経済交流促進協議会 - 炭素繊維協会 - 日本工作機械工業会 - 日本時計協会 - マイクロマシンセンター - 中小企業基盤整備機構 - 日本工作機器工業会 - 日本時計輸入協会 - マザック財団 - 超硬工具協会 - 日本ゴム履物協会 - 日本ニット工業組合連合会 - 輸入住宅産業協議会 | - 情報通信ネットワーク産業協会 - 日本ゴルフ用品協会 - 日本ねじ工業協会 - 在欧日系企業ビジネス協議会 - 電気硝子工業会 - 日本産業機械工業会 - 日本農業機械工業会 - 強化プラスチック協会 - 日本アパレル産業協会 - 日本産業車両協会 - 日本歯車工業会 - 日本アミューズメントマシン工業会 - 日本自動車工業会 - 日本半導体製造装置協会 - 日本アルミニウム協会 - 日本自動車部品工業会 - 日本百貨店協会 |